# Aram Mahmoud
Aram Mahmoud (* 15. Juli 1997) ist ein niederländischer Badmintonspieler syrischer Herkunft.

## Karriere
Aram Mahmoud gewann 2018, 2019 und 2020 die Amor International. 2019 siegte er ebenfalls bei den Latvia International. Bei den niederländischen Badmintonmeisterschaften holte er sich 2019 Silber und 2020 Bronze. 2021 qualifizierte er sich für die Olympischen Sommerspiele des gleichen Jahres.

## Sportliche Erfolge
| Saison | Veranstaltung                      | Disziplin | Platz | Name         |
| ------ | ---------------------------------- | --------- | ----- | ------------ |
| 2018   | Amor International 2018            | MS        | 1     | Aram Mahmoud |
| 2019   | Amor International 2019            | MS        | 1     | Aram Mahmoud |
| 2019   | Niederländische Meisterschaft 2019 | MS        | 2     | Aram Mahmoud |
| 2020   | Amor International 2020            | MS        | 1     | Aram Mahmoud |